# Giovanni Battista Sammartini

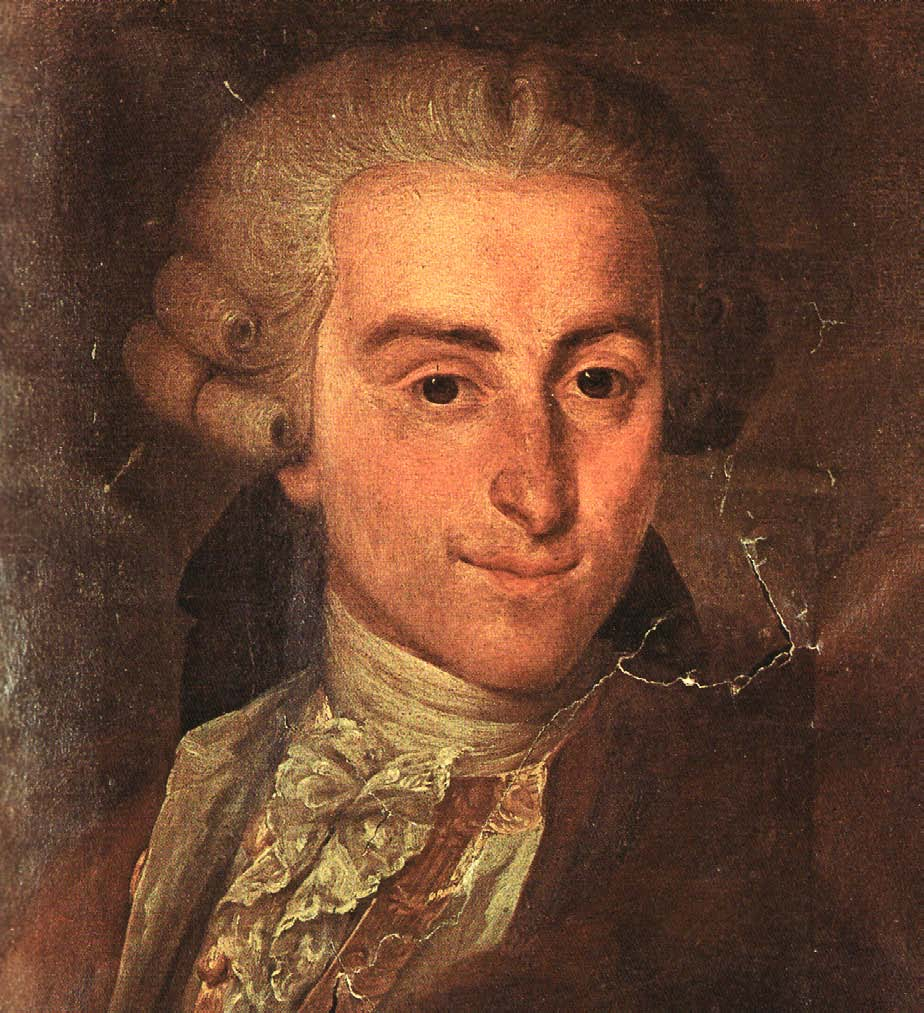
Giovanni Battista Sammartini, gemalt von Donino Riccardi.

Giovanni Battista Sammartini (* 1700 oder 1701 in Mailand; † 15. Januar 1775 ebenda) war zu Lebzeiten der maßgebliche Komponist seiner Heimatstadt. Sein Bruder Giuseppe Sammartini war ebenfalls Komponist und hauptsächlich in London tätig.

## Leben
Giovanni Battista Sammartini war Kapellmeister an Sant’Ambrogio und einer weiteren Kirche in Mailand und beeinflusste mit seinem Stil Christoph Willibald Gluck, den er 1736 bis 1741 unterrichtete. Andere Schüler waren Christian Cannabich (1754) und Josef Mysliveček (1770er Jahre). Gegen Ende seines Lebens, in den Jahren 1770 und 1771, erlebte er die Auftritte Wolfgang Amadeus Mozarts in Mailand auf dessen erster Italienreise bei dessen Versuch, in Mailand eine dauerhafte Anstellung zu finden. Mit weiteren zeitgenössischen Komponisten, darunter Johann Christian Bach und Luigi Boccherini, pflegte er persönlichen Kontakt.

## Werke
Sammartini schrieb mehr als 70 Sinfonien und war nicht nur quantitativ einer der bedeutendsten Vertreter der frühen Form dieser Musikgattung. Er gehörte auch zu den ersten Komponisten, die Streichquartette und -quintette (ohne Continuobegleitung) komponierten, und hatte in diesem Genre vermutlich einen gewissen Einfluss auf Boccherini und auf den jungen Mozart. Darüber hinaus verfasste er drei Opern, Concerti grossi, Kirchenmusik, Kantaten, Kammermusik und Sonaten für Cembalo.
Marc Pincherle ordnete eines von Sammartinis Konzerten ursprünglich Antonio Vivaldi zu, korrigierte dies aber später selbst.

### Werke mit Opuszahl
- Op. 1: 6 Sonatas for two Violins and a thorough Bass (London, 1744)
- Op. 2: 12 Sonate a due e tre Violini col Basso (davon 4 Sonate von Antonio Brioschi) (Paris)
- Op. 4: 6 Sonate a Violoncello col Basso (Paris)
- Op. 4: An Overture and two Grand Concertos (London, 1766)
- Op. 5: 12 Sonate, otto a due Violini e Basso e quattro a Flauto, due Violini e Basso (Paris, ca. 1750)
- Op. 5: 6 Sonatas for two Violins with a thorough Bass for the Harpsicord or Violoncello (London)
- Op. 7: 6 Sonate notturne a due Violini col Basso (Paris)
- Op. 9: 6 Sonatas call'd Notturni's in 4 Parts for a German Flute and two Violins with a Bass for the Violoncello or Harpsicord (London)

### Vokalmusik
- Memet, tragedia in drei Akten; 1732, Lodi[4]
- L’ambizione superata dalla virtù, dramma in drei Akten; Libretto: Apostolo Zeno (Alessandro Severo); 26. Dezember 1734, Mailand, Teatro Regio Ducale[5]
- L’Agrippina moglie di Tiberio, dramma per musica in drei Akten; Libretto: Guido Riviera; 3. Februar 1743, Mailand, Teatro Regio Ducale[6]
- La gara dei geni, componimento drammatico; Libretto: Guido Riviera; 28. Mai 1747, Mailand, Teatro Regio Ducale[7]
- Le figlie di Sion, oratorio; 1758, Mailand[8]